# Zapotèque de la Sierra de Juárez
Le zapotèque de la Sierra de Juárez (ou zapotèque d'Ixtlán, zapotèque d'Atepec) est une variété de la langue zapotèque parlée dans l'État de Oaxaca, au Mexique.

## Localisation géographique
Le zapotèque de la Sierra de Juárez est parlé dans la Sierra Juárez, dans le nord de l'État de Oaxaca, au Mexique,.

## Dialectes
Le zapotèque de la Sierra de Juárez possède les dialectes du zapotèque d'Atepec et de Macuiltianguis.

## Écriture
| a | b | c | ch | d | e | f | g | h  | i  | j | k | l | l·l | ll |   |
| m | n | ñ | o  | p | r | s | t | th | ts | u | x | y | ỹ   | z  | ꞌ |

Les tons sont indiqués avec les accents : l’accent aigu pour le ton haut et l’accent grave pour le ton bas, l’accent moyen n’est pas indiqué. Ceux-ci ne sont pas toujours indiqués, sauf sur la syllabe portant l’accent tonique (avec un trait souscrit pour l’accent moyen).
Les voyelles nasales sont écrites avec un ogonek : ‹ ą ›, ‹ į ›, ‹ ǫ ›.
Les voyelles longues sont écrites en doublant la lettre de la voyelle et les consonnes géminées sont écrites ‹ l·l › (distinct du ‹ ll ›), ‹ nn ›, ‹ pp ›, ‹ rr ›, ‹ tt ›, ‹ tts ›, ‹ xx ›, ‹ yy › et dans les dictionnaires uniquement ‹ ch· › et ‹ th· ›.